# Anastasia Kelesidou
Anastasia Kelesidou (grekiska: Αναστασία Κελεσίδου), född den 28 november 1972 i Hamburg, är en grekisk före detta diskuskastare som tävlade under 1990-talet och 2000-talet.
Hennes första internationella mästerskap var VM 1995 i Göteborg där hon slutade på elfte plats. Vid EM 1998 slutade hon sjua och året efter vid VM 1999 kom hennes första mästerskapsmedalj då hon blev silvermedaljör slagen av tyskan Franka Dietzsch. 
Vid OS 2000 i Sydney blev det återigen en silvermedalj denna gång var det vitryskan Ellina Zvereva som vann guldet. 
Vid VM 2001 vann Zvereva guld och Kelesidou placerade sig trea slagen även av rumänskan Nicoleta Grasu. 
Vid EM 2002 blev det en bronsmedalj för Kelesidou och vid VM 2003 ytterligare en silvermedalj denna gång var det vitryskan Irina Jattjenko som vann. 
Kelesidous sista mästerskap var OS på hemmaplan 2004 och återigen fick hon en silvermedalj. Denna gång var det ryskan Natalja Sadova som vann guldet.